# Fars News Agency
Fars News Agency — информационное агентство в Иране, управляемое Корпусом стражей исламской революции (КСИР), вооружённым крылом, верным верховному лидеру Али Хаменеи. Хотя оно называет себя «ведущим независимым информационным агентством Ирана», западные СМИ широко называют его «полуофициальным» информационным агентством правительства Ирана. Весь его контент свободный, по лицензии Creative Commons.

## История
Fars News Agency было основано в 2003 году. Помимо репортажей на персидском языке, агентство также предоставляет новости на английском, турецком, арабском и дари.

## Известные материалы

### Интервью с президентом Египта
В июне 2012 года Fars опубликовало интервью с президентом Египта Мухаммедом Мурси, в котором Мурси, как считается, сказал Fars, что он хочет восстановить связи с Ираном и хочет «пересмотреть» мирный договор между Египтом и Израилем. Позже Мурси оспорил подлинность интервью. В ответ Fars предоставило аудиозапись интервью. Арабский телеведущий Al Arabiya процитировал неназванных экспертов, которые заявили, что это был не голос Мурси.

### Репост рассказа The Onion
В сентябре 2012 года агентство подхватило статью из сатирической газеты The Onion о предполагаемом опросе, показывающем, что «подавляющее большинство белых американцев, проживающих в сельской местности, скорее проголосуют за президента Ирана Махмуда Ахмадинежада, чем за президента США Барака Обаму на предстоящих выборах в США».
Агентство Fars News позже принесло извинения за свою ошибку, но заявило, что большинство американцев предпочли бы любого, кто не входит в американскую политическую систему, президенту Обаме и американским государственным деятелям.

### История с машиной времени
В апреле 2013 года агентство опубликовало статью о том, что 27-летний иранский учёный изобрёл машину времени, которая позволяет людям заглядывать в будущее. Через несколько дней статья была удалена и заменена статьёй со ссылкой на представителя иранского правительства о том, что такое устройство не было зарегистрировано.

### Фетва Салмана Рушди
В феврале 2016 года Fars было одним из 40 иранских информационных агентств, которые пообещали деньги на награду за Салмана Рушди в связи со спором о Сатанинских стихах. Fars обещано 30 тысяч долларов за убийство Рушди.

### Санкции
Государственное информационное агентство Ирана, Fars, связанное с Корпусом стражей исламской революции Ирана, было заблокировано новыми санкциями, введёнными Министерством финансов США. Эти санкции вступили в силу 25 января 2020 года.